# Claudia Hamm

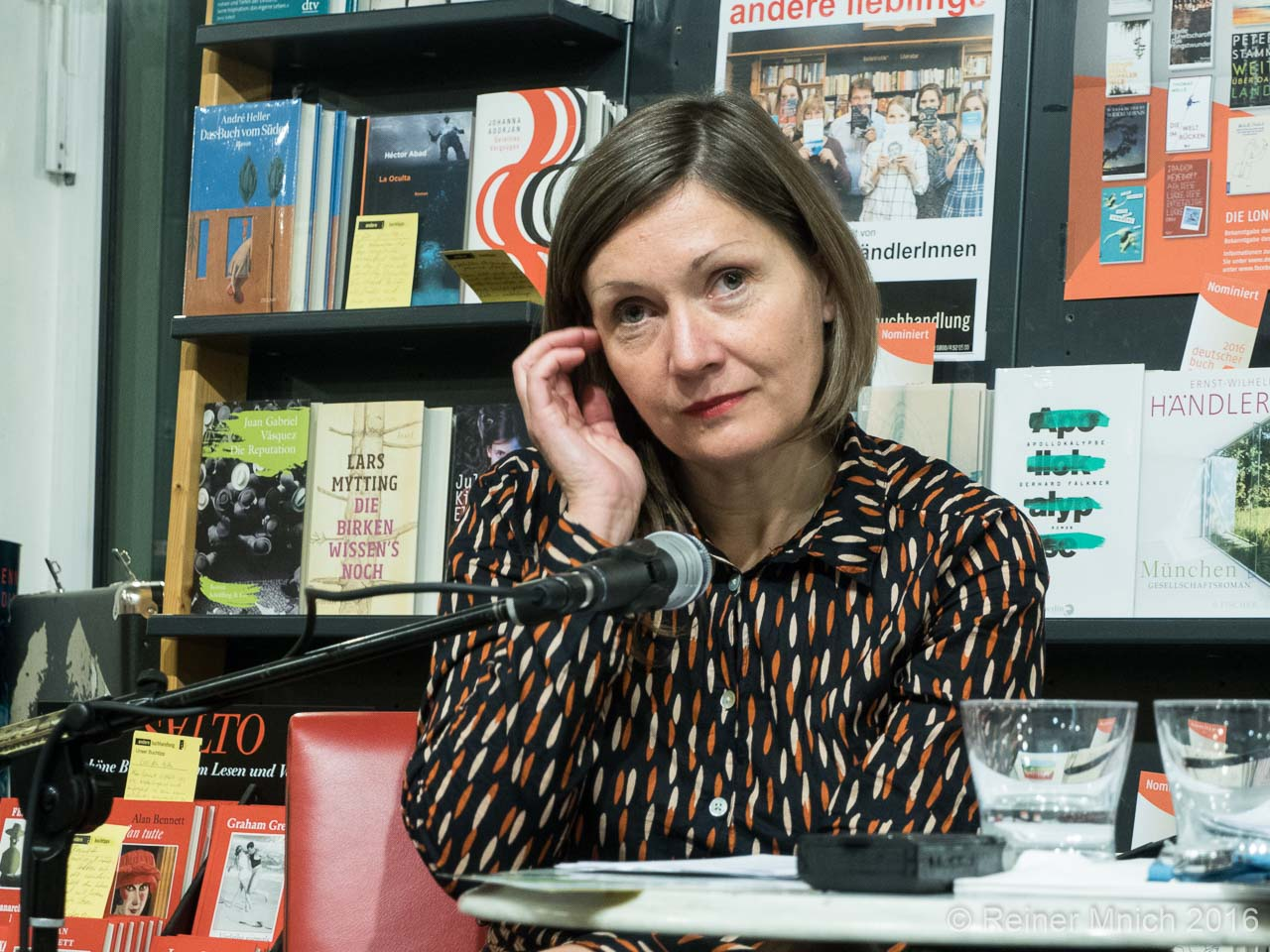
Claudia Hamm bei einer Buchpräsentation 2016

Claudia Hamm (* 1969 in Jena) ist eine deutsche Literaturübersetzerin, Autorin, Theaterregisseurin, Sprecherin und Moderatorin.

## Leben und Werk
Claudia Hamm wurde mit ihrer Familie 1983 aus der DDR ausgebürgert. Nach ihrem Abitur und einem einjährigen Aufenthalt in Mexiko-Stadt studierte sie ab 1989 Philosophie, Romanistik und Germanistik an den Universitäten Sorbonne Paris, Katholische Universität Nordchile und bei Rainer Marten an der Albert-Ludwigs-Universität Freiburg und schloss mit einer Arbeit über autobiografische Literatur als Gedächtniskunst ab.
Eine begonnene Theaterausbildung setzte sie als Assistentin am Deutschen Schauspielhaus Hamburg fort. Danach war sie mehrere Jahre als Dramaturgin an der Baracke am Deutschen Theater Berlin und am Burgtheater Wien und als freie Regisseurin u. a. am Luzerner Theater, Sophiensaele Berlin, Théâtre des Bernardines Marseille, Théâtre des Salins Martigues, Villa Méditerranée Marseille, itc teatro di San Lazzaro, Teatro dell’Elfo Mailand, Festival delle Colline Turin und in Musiktheaterproduktionen mit Kammerensembles des Mozarteumorchesters Salzburg tätig. In Italien begann sie ihre Zusammenarbeit mit der Compagnie 15febbraio, mit der sie Stücke in drei Sprachen entwickelte, die autobiografisches Material und Zeitgeschichte verknüpften und vor allem an Theatern und Festivals in Frankreich und Italien aufgeführt wurden.
Als Autorin trat Claudia Hamm neben ihrer Arbeit als Dramatikerin v. a. als Essayistin in Erscheinung, so führte ein Fellowship am IFK Wien 2019 zu mehreren Texten über die Geschichte innerer Stimmen. Essays zu übersetzerischen, literarischen und kulturpolitischen Themen erschienen u. a. in Merkur, Sinn und Form, Akzente, Sprache im Technischen Zeitalter, der translation review der Universität Dallas, der dt.-frz. Zeitschrift La Mer Gelée oder auf den Webseiten von TOLEDO, babelwerk und plateforme.

### Übersetzung als Poetik der Beziehung

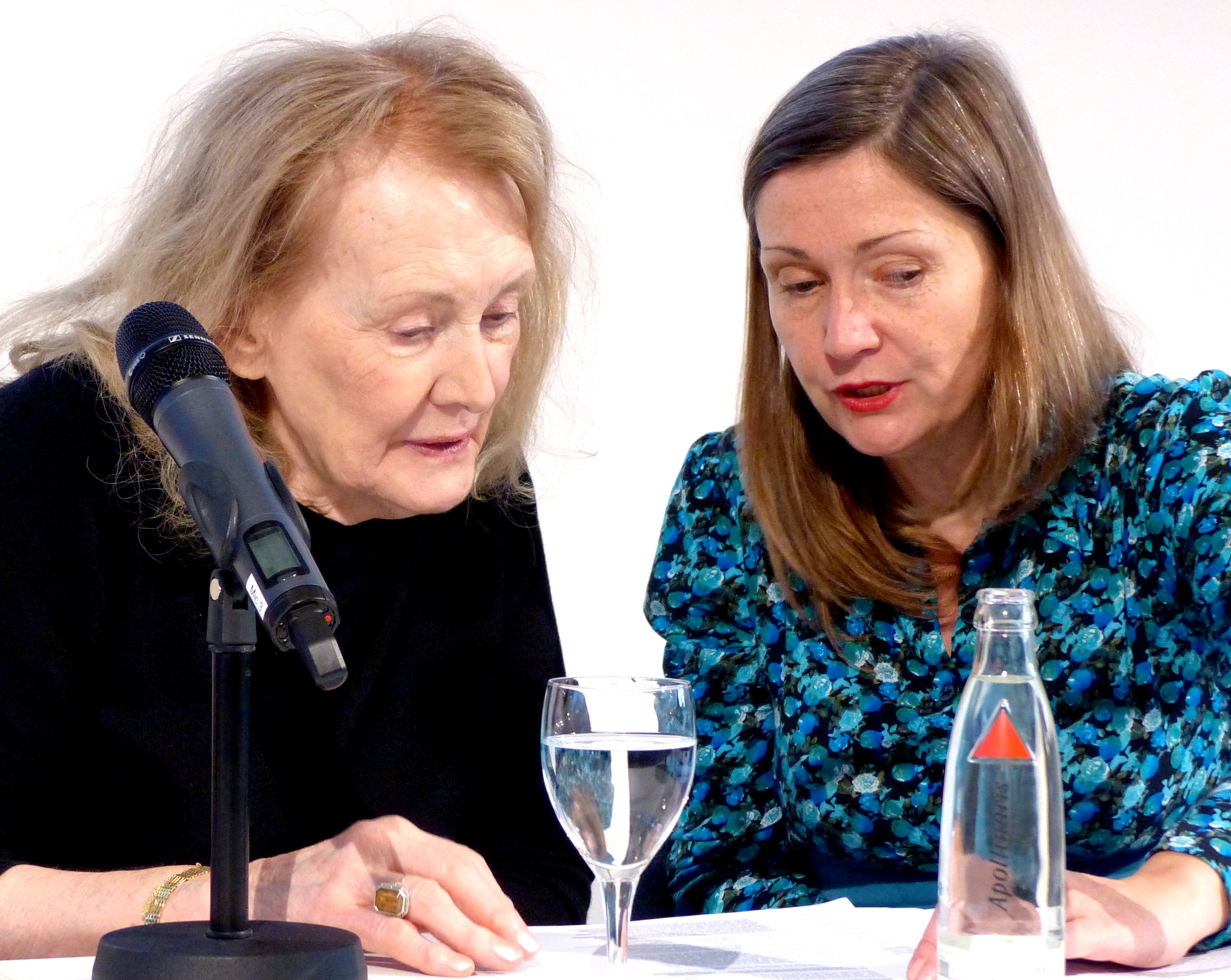
Annie Ernaux und Claudia Hamm, Frankfurter Buchmesse 2017

Die Suche nach einem Verlag für den französischen Autor Emmanuel Carrère brachte sie in Kontakt mit Matthes & Seitz Berlin. Für diesen, den Carl Hanser Verlag und andere übersetzte sie in der Folge die non-fiktionalen Romane von Carrère, aber auch Werke von Édouard Levé, Joseph Andras, Mathias Énard, Nathalie Quintane, Ivan Jablonka, Nathalie Sarthou-Lajus, Joseph Ponthus oder Léonara Miano. In ihrer Poetik des Übersetzens geht sie davon aus, dass nicht Texte, sondern Stimmen verwandelt werden. Literaturübersetzen gilt ihr als dialogische Form des Schreibens, die (auch postkoloniale) Verantwortung einschließt. Da die Übersetzung den Raum zwischen den Sprachen bespiele, habe sie das Potenzial, jede Einzelsprache zu erweitern. Die Stimme des Übersetzenden als desjenigen, der einen Ausgangstext deutet und neu gestaltet, sei dabei jedem übersetzten Text eingeschrieben, so z. B. in ihrem Festvortrag beim Internationalen Literaturfestival Berlin 2018 oder Vorträgen bei den Nuits de la traduction der Französischen Botschaft in Berlin, des Deutschen Übersetzerfonds, der Fondation Maison des Sciences de l’Homme Paris, in Universitäten, Buchhandlungen und anderen Kontexten. Die kulturelle und politische Bedeutung übersetzerischer Prozesse brachte sie auch zur Mitgründung und -kuratierung des Festivals translationale berlin.
Seit 2017 war Claudia Hamm als Moderatorin u. a. von Annie Ernaux, Didier Eribon, Marie N’Diaye, Thomas Macho, Marie-Luise Knott und Hinrich Schmidt-Henkel auf der Frankfurter Buchmesse, im Literarischen Colloquium Berlin oder im Ocelot Berlin auf der Bühne. Sie gehörte den Jurys des Alfred-Döblin-Preises, des Übersetzungsstipendiums des Berliner Senats und des Programms Hôtel des autrices an.
Claudia Hamm arbeitete als Dozentin für Interdisziplinäre Ausdrucksformen an der Akademie der Bildenden Künste Wien, für Dramaturgie an der Freien Universität Berlin, für literarisches Übersetzen an der Universität Göttingen, im Studiengang Kreatives Schreiben des Literaturinstituts Hildesheim und der Hochschule der Künste Bern und als Mentorin für das Georges-Arthur-Goldschmidt-Programm und das Bode-Stipendium des Deutschen Übersetzerfonds.

### Menschliche Sprache versus Automatensprache

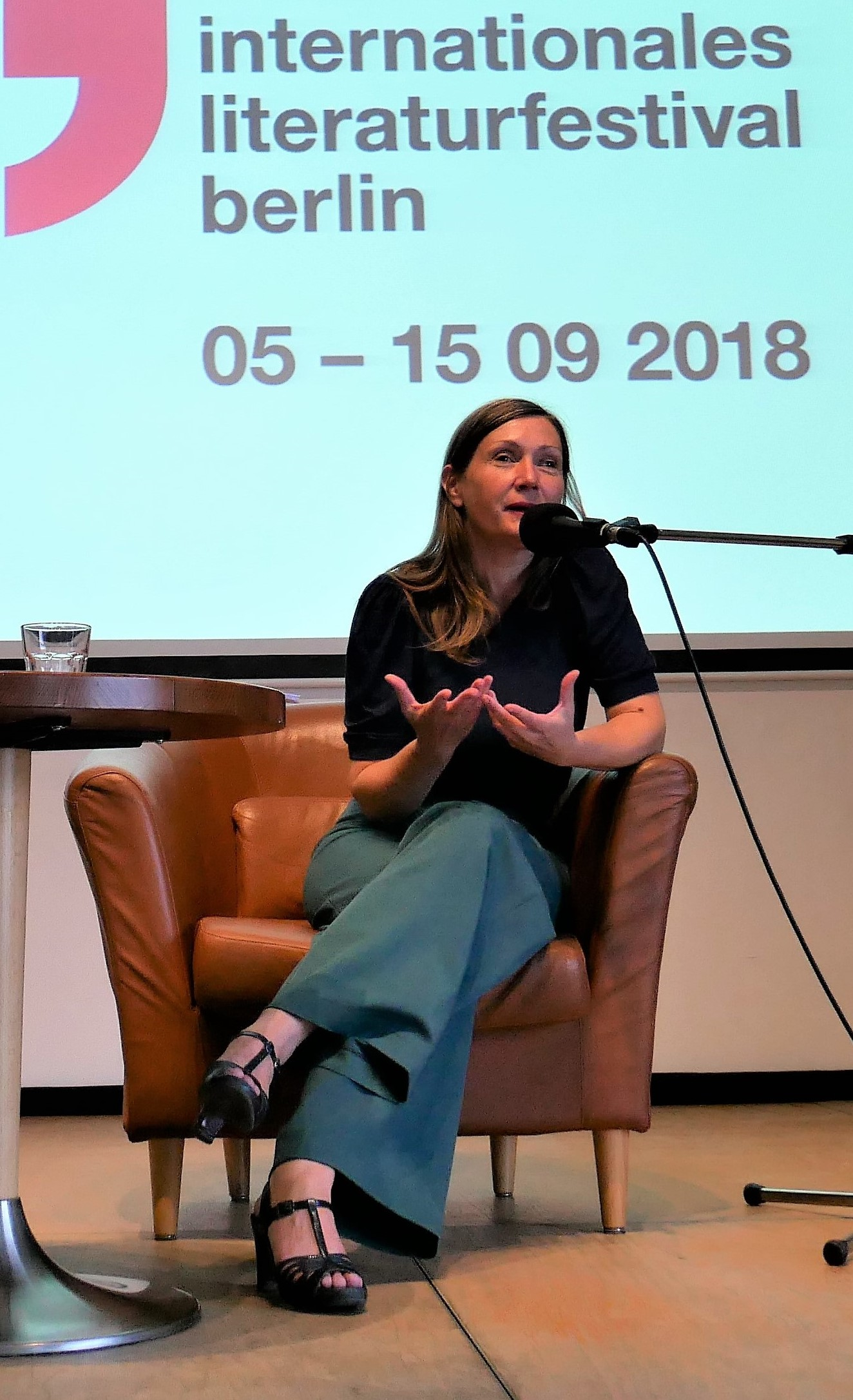
Claudia Hamm beim Internationalen Literaturfestival Berlin (2018)

Seit 2022 engagiert sich Claudia Hamm für die Wertschätzung menschlicher Sprache und Lebendigkeit gegenüber KI-generierten Textsimulationen. Mit dem von ihr initiierten Arbeitskreis Literaturübersetzen und KI und den drei deutschsprachigen Literaturübersetzerverbänden VdÜ, IGÜ und A*dS verfasste sie ein Manifest für menschliche Sprache, das zahlreiche internationale Institutionen und Erstunterzeichnende unterstützten. 2023 schrieb sie Essays in Sinn und Form und Sprache im Technischen Zeitalter über den „größten Diebstahl der Menschheitsgeschichte“ und gab im Juni 2024 im Hanser-Verlag die Publikation Automatensprache heraus, um die tiefgreifenden kulturellen, politischen, ökologischen, ökonomischen und sozialen Auswirkungen der Automatisierung von Sprach- und Denkprozessen zu beleuchten.
Die Sender MDR und RBBkultur widmeten ihr einstündige Porträts, die University of Dallas 2021 den Podcast Translating the World. Als Figur der Übersetzerin mit Migrationsgeschichte(n) tauchte sie im Theaterstück Gaststätte Aktivist von Daniel Kunze sowie in Büchern von David Wagner, Daniela Dröscher, Helmut Lethen, Hanna Engelmeier und Valentina Diana auf. Sie tritt zudem als Sprecherin und in Leseperformances mit Musikern und bildenden Künstlern auf.
Claudia Hamm ist Mitglied im PEN Berlin, im Verband deutschsprachiger Übersetzer literarischer und wissenschaftlicher Werke und in der Weltlesebühne. Sie lebt mit zwei Söhnen und dem Maler Wolfgang Capellari in Berlin.

## Preise und Auszeichnungen
Claudia Hamms Theaterarbeit wurde u. a. mit Produktionsstipendien des Théâtre Durance/Château-Arnoux und des Fonds Darstellende Künste gefördert. Die Burgtheater-Inszenierung Alte Meister (Co-Regie mit Stephan Müller) erhielt 2001 den Publikumspreis des Edinburgh International Festival.
Für ihre Übersetzungen erhielt Claudia Hamm diverse Arbeits- und Aufenthaltsstipendien des DÜF, des Baltic Centre for Writers and Translators Visby/Schweden, des WBTD und des Tophoven-Mobilitätsfonds. Für die Übersetzung von Emmanuel Carrères Das Reich Gottes war sie 2016 für den Übersetzerpreis der Leipziger Buchmesse und für die von Ivan Jablonkas Laëtitia 2021 für den Christoph-Martin-Wieland-Preis nominiert. 2016 erhielt sie den Übersetzerpreis des Kulturkreises der deutschen Wirtschaft für ihr übersetzerisches Gesamtwerk.

## Werke

### Essays (Auswahl)
- Automatensprache (Hrsg. Claudia Hamm), Akzente, Doppelheft 3/2023, 1/2024, Carl Hanser Verlag, Juni 2024.[15]
- Das Blaue vom Himmel, in: Sprache im technischen Zeitalter, 61. Jg., Nr. 248, Dezember 2023, S. 483–494.
- Pandoras Blackbox. Zur Ersatzbarkeit von Übersetzern (Essay), in: Sinn und Form, 75. Jg., Heft 6, November/Dezember 2023, S. 748–764.
- Yoga lügt nicht. Über das Romanhafte des Faktischen (Essay), in: Merkur. Deutsche Zeitschrift für europäisches Denken, 76. Jg., Heft 874, März 2022, S. 50–61.
- Auf der Treppe, in: Konterbande – Magazin von Babelwerk, Nr. 1/2022, veröffentlicht am 14. Januar 2022[16]
- Widersacher?, in: TOLEDO-Talks/Staying Alive 2021[17]
- Kanaky zuhause, in: Merkur. Deutsche Zeitschrift für europäisches Denken, 75. Jg., Heft 861, Februar 2021, und auf TOLEDO-Journale
- mit Sonja Finck: Selbstfiktion, Fremdfiktion und die Löcher im Text, in: Sprache im technischen Zeitalter, 57. Jg., Nr. 230, Juni 2019, S. 159–171.
- Wem gehört ein übersetzter Text? Literaturübersetzer vor, bei und nach dem Übersetzen. Vortrag auf dem Internationalen Literaturfestival Berlin, 12. September 2018 Volltext. Als Essay in: Merkur. Deutsche Zeitschrift für europäisches Denken, 72. Jg., Heft 827, April 2018, S. 42–52, und als Who does a translated text belong to? (Übersetzung Jonathan Becker) in: translation review, University of Dallas 2021, Vol. 111, issue 1.
- Oh man. Ernaux und Eribon lesen, in: Merkur. Deutsche Zeitschrift für europäisches Denken, 72. Jg., Heft 825, Februar 2018, S. 63–69.
- Wer sagt „ich“ in einem übersetzten Text?, in: Emmanuel Carrère, Das Reich Gottes, Berlin 2016.
- Das eine ist Silber, ein anderes Gold (Prosa), in: La Mer Gelée, Or/Gold, Paris 2019, S. 380–385.
- Liegenschaften, Langzeitkunst (Prosa), in: Wolfgang Capellari, Sprung, Verlag für moderne Kunst 2016.

### Bühnenwerke (Auswahl)
- Don Quixote zusammen_gereimt (Text + Regie), Uraufführung Kitzbüheler Sommerkonzerte 2016
- Ibrahim und der Pantoffelflicker (Text + Regie), Uraufführung Kitzbüheler Sommerkonzerte 2015
- Der Karneval der Tiere (Regie), Uraufführung Kitzbüheler Sommerkonzerte 2014
- still live (Text + Regie), Uraufführung Festival delle Colline, Turin 2010
- die putzen (frz.: Service de Nettoyage ou Le Corps Social, ital. Servizio di Pulizia o Il Corpo Sociale) (Text + Regie), Uraufführung Festival Les Informelles, Marseille 2010
- Umherschweifende Produzentinnen (Text + Regie), Uraufführung Sophiensaele Berlin 2004
- Pane Quotidiano, (Regie + Übersetzung mit Valentina Kastlunger von Täglich Brot von Gesine Danckwart), Uraufführung ITC Teatro di San Lazzaro/Bologna 2001
- Pornologos. Eine Spekulation. (Text + Dramaturgie), Uraufführung Burgtheater Wien, Dezember 2000
- Droge Faust Parsifal, Eine Gedenknacht für und mit Texten von Einar Schleef (Leitung), Burgtheater Wien, Dezember 2001 mit Elfriede Jelinek, Klaus Bachler u. a.
- Alte Meister nach Thomas Bernhard (Bearbeitung + Co-Regie mit Stephan Müller), Uraufführung Burgtheater Wien, März 2001[18]
- Nothing/Special. Eine Lebensberatungsshow in 6 Kapiteln nach Andy Warhol, Lou Reed & John Cale. (Text, Bearbeitung + Co-Regie mit Stephan Müller), Uraufführung Burgtheater Wien 2000
- Innere Sicherheit. Eine Aktion (Leitung). Burgtheater Wien, März 2000
- Ab Februar 2000, Burgtheater Wien: Nachtfoyer Special, Forum zur Diskussion der politisch-kulturellen Situation in Österreich mit wechselnden Gästen (Leitung)

### Übersetzungen (Auswahl)
- Emmanuel Carrère: V13. Die Terroranschläge in Paris (V13. Chronique judiciare, 2022), Matthes & Seitz, Berlin 2023, ISBN 978-3-7518-0942-9. (Rezension von Gustav Seibt in der SZ vom 3. August 2023 SZPlus).
- Emmanuel Carrère, Ein georgischer Roman, Reportagen – Magazin für erzählte Gegenwart, Nr. 73/2023
- Emmanuel Carrère, Yoga, Matthes & Seitz Berlin, 2022
- Prune Antoine, Die Teufelsmutter, Reportagen – Magazin für erzählte Gegenwart, Nr. 67/2022 und ZEIT Verbrechen Nr. 21/2023
- Emmanuel Carrère, Zehn Freunde, ein Konto, Reportagen – Magazin für erzählte Gegenwart, Nr. 62/2021
- (mit Mira Lina Simon) Joseph Ponthus, Am laufenden Band, Matthes & Seitz Berlin, 2021
- Joseph Andras, Kanaky, Carl Hanser Verlag München, 2021
- Emmanuel Carrère, Julies Leben, Matthes & Seitz Berlin, 2020
- Ivan Jablonka, Laëtitia oder das Ende der Mannheit (Laëtitia ou la Fin des hommes, 2016), Matthes & Seitz Berlin, 2019
- Gilles Bourdos/Michel Spinosa, Drehbuch für Charlotte, Curiosa Films Paris
- Emmanuel Carrère, Der Widersacher (L'Adversaire, 2000), Matthes & Seitz Berlin, 2018
- Nathalie Quintane, Wohin mit den Mittelklassen? (Que faire des classes moyennes?, 2016), Matthes & Seitz Berlin, 2018
- Emmanuel Carrère, Der Koran aus Blut, Reportagen – Magazin für erzählte Gegenwart, Nr. 42/2018
- Emmanuel Carrère: Brief an eine Zoowärterin aus Calais (Lettre à une Calaisienne, 2016). Matthes & Seitz, Berlin 2017, ISBN 978-3-95757-448-0.
- Emmanuel Carrère, Meine Woche mit Jupiter, Das Magazin, Nr. 49/2017
- Emmanuel Carrère, Erdoğans Fußvolk, in: Die Zeit, Nr. 25/2017
- Emmanuel Carrère, Brief an Renaud Camus, in: Blau Weiß Rot. Frankreich erzählt, dtv 2017
- Joseph Andras: Die Wunden unserer Brüder (De nos frères blessés, 2016). Roman. Carl Hanser, München 2017, ISBN 978-3-446-25641-5.
- Emmanuel Carrère: Ein russischer Roman (Un roman russe, 2007). Matthes & Seitz, Berlin 2017, ISBN 978-3-95757-363-6.
- Emmanuel Carrère: Das Reich Gottes (Le Royaume, 2014). Matthes & Seitz, Berlin 2016, ISBN 978-3-95757-226-4.
- Mathias Énard: Der Alkohol und die Wehmut. (L’alcool et la nostalgie, 2011) Matthes & Seitz Berlin 2016, ISBN 978-3-95757-349-0.
- Emmanuel Carrère: Alles ist wahr. (D’autres vies que la mienne, 2009) Matthes & Seitz, Berlin 2014, ISBN 978-3-88221-951-7.
- Emmanuel Carrère: Davos. Im Disneyland der Großen. Matthes & Seitz, Berlin 2013.
- Édouard Levé: Autoportrait. (Autoportrait, 2005) Matthes & Seitz Berlin 2013, ISBN 978-3-88221-068-2, Selbstporträt, Matthes & Seitz Berlin 2020, ISBN 978-3-7518-0103-4
- Nathalie Sarthou-Lajus, Lob der Schulden, Verlag Klaus Wagenbach Berlin, 2013
- Emmanuel Carrère: Limonow (Limonov, 2011), Matthes & Seitz, Berlin 2012, ISBN 978-3-88221-995-1.
- Édouard Levé: Selbstmord (Suicide, 2007), Matthes & Seitz, Berlin 2012, ISBN 978-3-88221-591-5.